# Ича (приток Айвиексте)
И́ча (латыш. Iča) — река в Латвии, течёт по территории Мадонского, Балвского, Лудзенского и Резекненского краёв. Правый приток верхнего течения Айвиексте.
Длина — 71 км (по другим данным — 68 км). Вытекает из озера Пиртниеку на высоте 149 м над уровнем моря, в Илзескалнской волости. Впадает в Айвиексте на высоте 90 м над уровнем моря, на границе Индранской и Берзпилской волостей. Площадь водосборного бассейна — 1060 км² (по другим данным — 1030 км²). Объём годового стока — 0,23 км³.
Основные притоки:
- левые: Жушупе, Старица, Мазича;
- правые: Дасас-Упите, Строду-Упите, Солас-Рускуловас-Упите, Тилжа, Кейба, Паукле, Дзиляуне[6][4].